# Милена Рашић
Милена Рашић (Приштина, 25. октобра 1990) српска је одбојкашица и бивша репрезентативка Србије од 2009. до 2021. године.

## Каријера
Одбојку је почела да тренира 2002. у Шумадији из Аранђеловца. У периоду од 2007. до 2010. играла је у Србији за панчевачки клуб Динамо, а од 2010. наступа за француски Кан са којим је освојила два пута првенство Француске и Куп Француске 2011. и 2012.
Освајала је медаље на најзначајнијим светским такмичењима међу којима се издваја злато са Европског првенства 2011. и бронза са Светског Гран Прија 2011. Са репрезентацијом је освајала медаље и у Европској лиги - два злата и бронзу. Наступала је на Олимпијским играма 2012. у Лондону.
Велики успех са репрезентацијом је остварила на Олимпијади у Рију кад је освојена сребрна медаља и изабрана је у идеални тим турнира. Освојила је златну медаљу на Светском првенству 2018. године у Јапану, прву у историји српске одбојке. На Олимпијским играма у Токију 2020, освојила је бронзану медаљу, а Србија је победила Јужну Кореју у борби за бронзу. На Европском првенству 2021. године чија је завршница одржана у Београду, освојила је сребрну медаљу. Након тога је најавила да се опрашта од дреса са државним грбом и да јој је то последње репрезентативно такмичење.

## Успеси

### Репрезентативни
- Олимпијске игре: 2. место 2016, 3. место 2020.
- Светско првенство: 2018. Јапан -  златна медаља
- Европско првенство: 1. место 2011, 2017, 2. место 2021 и 3. место 2015,
- Светски гран при : 3. место 2013,
- Европске игре : 3. место 2015,
- Светски куп : 2. место 2015.

### Индивидуални
- Најбољи блокер на Олимпијским играма 2016.
- Најбољи блокер на Светском првенству 2018.